# Чемпіонат світу з шосейно-кільцевих мотоперегонів 1953
Чемпіонат світу з шосейно-кільцевих мотоперегонів сезону 1953 року — 5-ий сезон змагань з шосейно-кільцевих мотоперегонів серії MotoGP, що проводився під егідою Міжнародної мотоциклетної федерації (FIM). Змагання відбувались у 5 класах: 500cc, 350cc, 250cc, 125cc та 500cc на мотоциклах з колясками. Почався сезон 12 червня з Гран-Прі острову Мен, завершився 4 жовтня гонкою Гран-Прі Іспанії.
| Номінація | 500cc           | 500cc    | 350cc           | 350cc      | 250cc         | 250cc      | 125cc          | 125cc     | 500cc з колясками         | 500cc з колясками |
| Номінація | Гонщик          | Виробник | Гонщик          | Виробник   | Гонщик        | Виробник   | Гонщик         | Виробник  | Гонщик                    | Виробник          |
| --------- | --------------- | -------- | --------------- | ---------- | ------------- | ---------- | -------------- | --------- | ------------------------- | ----------------- |
| І місце   | Джеф Дюк        | Gilera   | Фергус Андерсон | Moto Guzzi | Вернер Хаас   | NSU        | Вернер Хаас    | MV Agusta | Ерік Олівер/Стенлі Діббен | Norton            |
| ІІ місце  | Рег Армстронг   | Norton   | Е.Лоренцетті    | Norton     | Рег Армстронг | Moto Guzzi | Сесіл Сендфорд | NSU       | Сіріл Сміт/Лес Натт       | BMW               |
| ІІІ місце | Альфредо Мілані | AJS      | Рей Амм         | AJS        | Ф.Андерсон    | DKW        | Карло Уббіалі  | Morini    | Г.Хальдеман/Дж.Альбіссер  | BSA               |

## Етапи Гран-Прі
У порівнянні з попереднім сезоном кількість Гран-Прі збільшилась на 1 — до 9 (в календар повернулось Гран-Прі Франції після річної відсутності). Всі гонки відбувались у Європі. Гран-Прі ФРН переїхало з Солітудереннена до Шоттенрінга, а Гран-Прі Ольстеру — з Кладі у Дандро; Гран-Прі Франції відбулось на Руан-Ле-Ессар замість Альбі.
| Раунд | Дата      | Гран-Прі              | Автомотодром                     | Переможці      | Переможці         | Переможці         | Переможці       | Переможці         | Звіт |
| Раунд | Дата      | Гран-Прі              | Автомотодром                     | 125cc          | 250cc             | 350cc             | 500cc           | 500cc з колясками | Звіт |
| ----- | --------- | --------------------- | -------------------------------- | -------------- | ----------------- | ----------------- | --------------- | ----------------- | ---- |
| 1     | 12 червня | Isle of Man TT1       | Snaefell Mountain Course, Дуглас | Леслі Грем     | Фергус Андерсон   | Рей Амм           | Рей Амм         |                   | Звіт |
| 2     | 27 червня | Гран-Прі Нідерландів2 | Ассен, Ассен                     | Вернер Хаас    | Вернер Хаас       | Енріко Лоренцетті | Джеф Дюк        |                   | Звіт |
| 3     | 5 липня   | Гран-Прі Бельгії      | Спа-Франкоршам, Спа              |                |                   | Фергус Андерсон   | Альфредо Мілані | Олівер/Діббен     | Звіт |
| 4     | 19 липня  | Гран-Прі ФРН          | Шоттенрінг, Шоттен               | Карло Уббіалі  | Вернер Хаас       | Карло Бандірола3  | Вальтер Зеллер3 |                   | Звіт |
| 5     | 2 серпня  | Гран-Прі Франції      | Руан-Ле-Ессар, Гран-Куронн       |                |                   | Фергус Андерсон   | Джеф Дюк        | Олівер/Діббен     | Звіт |
| 6     | 15 серпня | Гран-Прі Ольстеру2    | Дандро, Антрім                   | Вернер Хаас    | Рег Армстронг     | Кен Мадфорд       | Кен Кавано      | Сміт/Натт         | Звіт |
| 7     | 23 серпня | Гран-Прі Швейцарії    | Бремгартен, Берн                 |                | Рег Армстронг     | Фергус Андерсон   | Джеф Дюк        | Олівер/Діббен     | Звіт |
| 8     | 6 вересня | Гран-Прі Націй        | Монца, Монца                     | Вернер Хаас    | Енріко Лоренцетті | Енріко Лоренцетті | Джеф Дюк        | Олівер/Діббен     | Звіт |
| 9     | 4 жовтня  | Гран-Прі Іспанії      | Монжуїк, Монжуїк                 | Анджело Копета | Енріко Лоренцетті |                   | Фергус Андерсон |                   | Звіт |

Примітки:
1. ↑  — гонка відбувалася в п'ятницю;
2. ↑  — гонка проходила в суботу;
3. ↑  — гонку проігнорували найсильніші гонщики, тому її результати в загальний залік чемпіонату світу не зараховувались.

## Нарахування очок
Система нарахування очок в порівнянні з попереднім сезоном залишилась незмінною: очки нараховувались першим 6 гонщикам. У класах 250cc, 125cc та 500cc з коляскою в загальний залік гонщика враховувались результати найкращих чотирьох гонок, тоді як у класах 350cc та 500cc зараховувались результати найкращих п'яти.
| Місце | 1 | 2 | 3 | 4 | 5 | 6 | ≥7 |
| Очки  | 8 | 6 | 4 | 3 | 2 | 1 | 0  |

## 500cc

### Залік гонщиків
| М  | Гонщик              | Мотоцикл            | МЕН | НІД | БЕЛ | ФРА  | ОЛЬ | ШВЦ | НАЦ | ІСП  | Очки    |
| -- | ------------------- | ------------------- | --- | --- | --- | ---- | --- | --- | --- | ---- | ------- |
| 1  | Джеф Дюк            | Gilera              | Нф  | 1   | Нф  | 1    | 2   | 1   | 1   | Дскв | 38      |
| 2  | Рег Армстронг       | Gilera              | 3   | 2   | 3   | 2    | 4   | 3   | 4   | Нф   | 24 (30) |
| 3  | Альфредо Мілані     | Gilera              | Нф  | Нф  | 1   | 3    | Нф  | 2   |     |      | 18      |
| 4  | Кен Кавано          | Norton / Moto Guzzi | Нф  | 3   | 4   | 4    | 1   | Нф  |     | Нф   | 18      |
| 5  | Рей Амм             | Norton              | 1   | Нф  | 2   | Дскв |     |     |     |      | 14      |
| 6  | Джек Бретт          | Norton              | 2   | 5   | 8   | 6    | 3   | Нф  |     |      | 13      |
| 7  | Діккі Дейл          | Gilera              | Нф  | Нф  | 6   | 8    |     | 7   | 2   | 3    | 11      |
| 8  | Джузеппе Колнаго    | Gilera              |     | 4   | Нф  | 5    |     | 4   |     | 4    | 11      |
| 9  | Фергус Андерсон     | Moto Guzzi          |     | Нф  | 7   |      |     |     | Нф  | 1    | 8       |
| 10 | Род Коулмен         | AJS / Norton        | 4   | Нф  | 5   | 7    | 7   | 5   |     | Нф   | 7       |
| 11 | Карло Бандірола     | MV Agusta           | Нф  |     |     |      |     |     | Нф  | 2    | 6       |
| 12 | Ліберо Лібераті     | Gilera              |     |     |     |      |     |     | 3   | Нф   | 4       |
| 13 | Білл Доран          | AJS                 | 5   | 6   | 11  |      |     |     |     |      | 3       |
| 14 | Дерек Фарран        | Matchless / AJS     | Нф  |     |     |      | 5   | 6   |     |      | 3       |
| 15 | Нелло Пагані        | Gilera              |     |     |     |      |     | 9   | 7   | 5    | 2       |
| 16 | Сесіл Сендфорд      | MV Agusta           |     |     |     |      |     |     | 5   | Нф   | 2       |
| 17 | Кен Мадфорд         | Norton              | Нф  | Нф  | 14  |      | 6   |     |     | Нф   | 1       |
| 18 | Томмі Вуд           | Norton              |     |     | Нф  | Нф   |     |     |     | 6    | 1       |
| 19 | Херман Пауль Мюллер | Horex / MV Agusta   |     |     |     |      |     | Нф  | 6   |      | 1       |
| 20 | Пітер Дейві         | Norton              | 6   |     |     |      |     |     |     |      | 1       |
| М  | Гонщик              | Мотоцикл            | МЕН | НІД | БЕЛ | ФРА  | ОЛЬ | ШВЦ | НАЦ | ІСП  | Очки    |

| Колір      | Результат                           |
| ---------- | ----------------------------------- |
| Золотий    | Переможець                          |
| Срібний    | 2-е місце                           |
| Бронзовий  | 3-є місце                           |
| Зелений    | Фініш в очковій зоні                |
| Синій      | Фініш без очок                      |
| Синій      | Не класифікувався (Нк)              |
| Пурпуровий | Не фінішував (Нф)                   |
| Червоний   | Не кваліфікувався (Нкв)             |
| Червоний   | Попередньо не кваліфікувався (Пнкв) |
| Чорний     | Дискваліфікований (Дскв)            |
| Білий      | Не стартував (Нс)                   |
| Білий      | Знятий (Зн)                         |
| Білий      | Гонка скасована (X)                 |
| Білий      | Не брав участі                      |
| Білий      | Виключений (EX)                     |

Примітка:

Потовщеним шрифтом виділені результати гонщика, який стартував з поулу;

Курсивним шрифтом позначені результати гонщиків, які показали найшвидше коло.

### Залік виробників
У залік виробників враховувався результат одного найкращого гонщика виробника.
| М | Конструктор | МЕН | НІД | БЕЛ | ФРА | ОЛЬ | ШВЦ | НАЦ | ІСП | Очки    |
| - | ----------- | --- | --- | --- | --- | --- | --- | --- | --- | ------- |
| 1 | Gilera      | 3   | 1   | 1   | 1   | 2   | 1   | 1   | 3   | 40 (54) |
| 2 | Norton      | 1   | 3   | 2   | 4   | 1   |     |     | 6   | 29 (30) |
| 3 | AJS         | 4   | 6   | 5   |     | 5   | 5   |     |     | 10      |
| 4 | Moto Guzzi  |     |     |     |     |     |     |     | 1   | 8       |
| 5 | MV Agusta   |     |     |     |     |     |     | 5   | 2   | 8       |

## 350cc

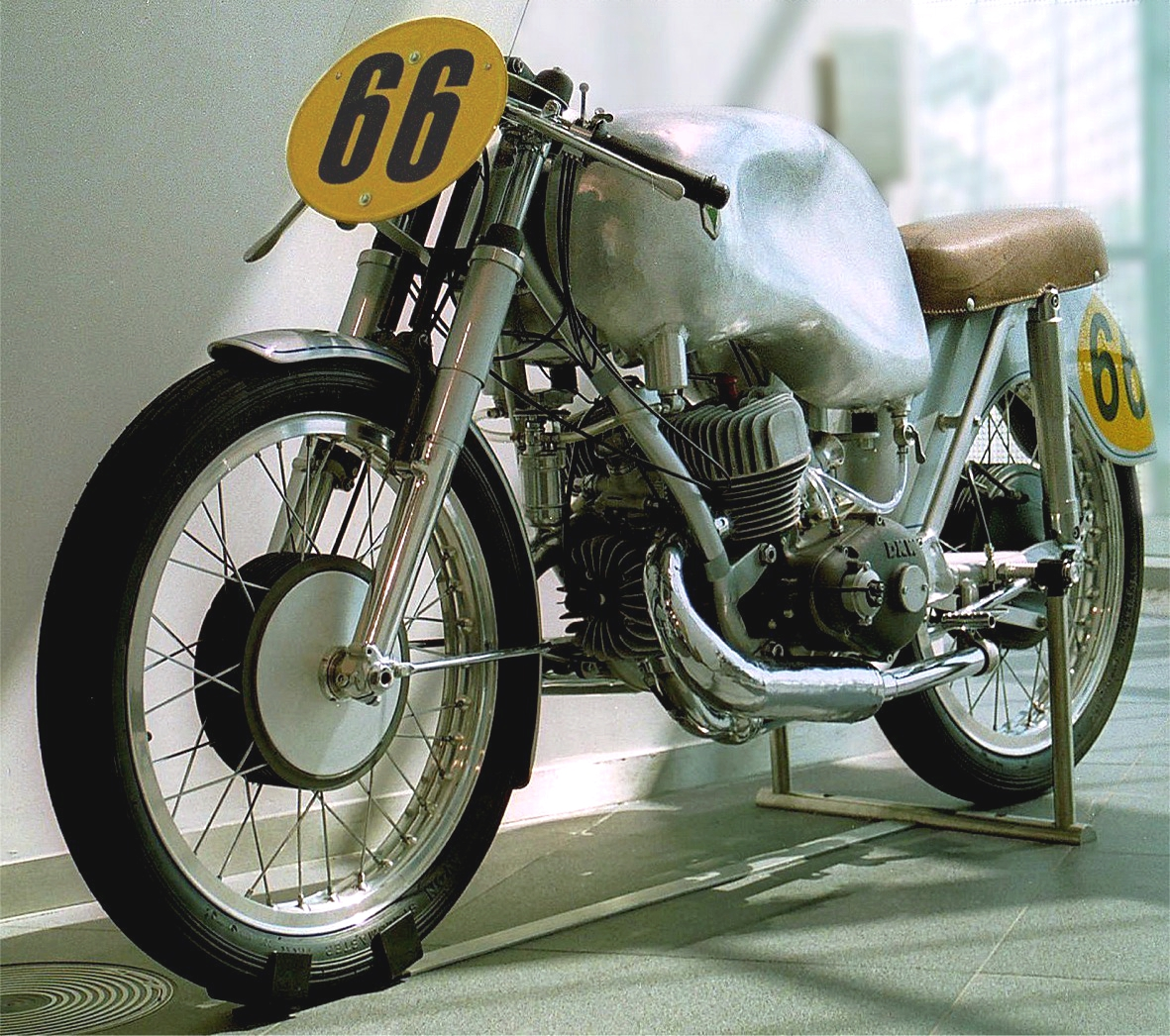
DKW RM350 на прізвисько «Музична пилка», на якому виступав Август Хобль